# Assimilação do nitrogênio
Assimilação do nitrogênio é a formação de compostos orgânicos de nitrogênio, como aminoácidos, a partir de compostos inorgânicos de nitrogênio presentes no ambiente. Organismos como plantas, fungos e certas bactérias que podem fixar gás nitrogênio (N2) dependem da capacidade de assimilar nitrato ou amônia para suas necessidades.  Outros organismos, como os animais, dependem inteiramente do nitrogênio orgânico de seus alimentos.